# Елленборо (Західна Вірджинія)
Елленборо (англ. Ellenboro) — місто (англ. town) в США, в окрузі Рітчі штату Західна Вірджинія. Населення — 221 особа (2020).

## Географія
Елленборо розташоване за координатами 39°16′7″ пн. ш. 81°3′18″ зх. д. / 39.26861° пн. ш. 81.05500° зх. д. (39.268687, -81.054862).  За даними Бюро перепису населення США в 2010 році місто мало площу 2,91 км², з яких 2,91 км² — суходіл та 0,00 км² — водойми.

## Демографія
Згідно з переписом 2010 року, у місті мешкали 363 особи в 160 домогосподарствах у складі 109 родин. Густота населення становила 125 осіб/км².  Було 179 помешкань (61/км²).
Расовий склад населення:
| - 100,0 % — білих |

До двох чи більше рас належало 0,0 %. Частка іспаномовних становила 0,0 % від усіх жителів.
За віковим діапазоном населення розподілялося таким чином: 19,3 % — особи молодші 18 років, 65,8 % — особи у віці 18—64 років, 14,9 % — особи у віці 65 років та старші. Медіана віку мешканця становила 48,4 року. На 100 осіб жіночої статі у місті припадало 120,0 чоловіків;  на 100 жінок у віці від 18 років та старших — 109,3 чоловіків також старших 18 років.
Середній дохід на одне домашнє господарство  становив 50 561 долар США (медіана — 35 694), а середній дохід на одну сім'ю — 58 035 доларів (медіана — 41 250). Медіана доходів становила 31 726 доларів для чоловіків та 21 429 доларів для жінок. За межею бідності перебувало 17,6 % осіб, у тому числі 38,8 % дітей у віці до 18 років та 3,6 % осіб у віці 65 років та старших.
Цивільне працевлаштоване населення становило 188 осіб. Основні галузі зайнятості: освіта, охорона здоров'я та соціальна допомога — 31,9 %, виробництво — 21,8 %, роздрібна торгівля — 18,1 %.